# Frank Deford
Benjamin Franklin Deford III, né le 16 décembre 1938 à Baltimore (États-Unis) et mort le 28 mai 2017 à Key West (États-Unis), est un écrivain et romancier sportif américain. De 1980 jusqu'à sa mort, il était un des commentateurs sportifs réguliers de l'émission de radio Morning Edition de la NPR.